# Диоцез Сёр-Холугаланна

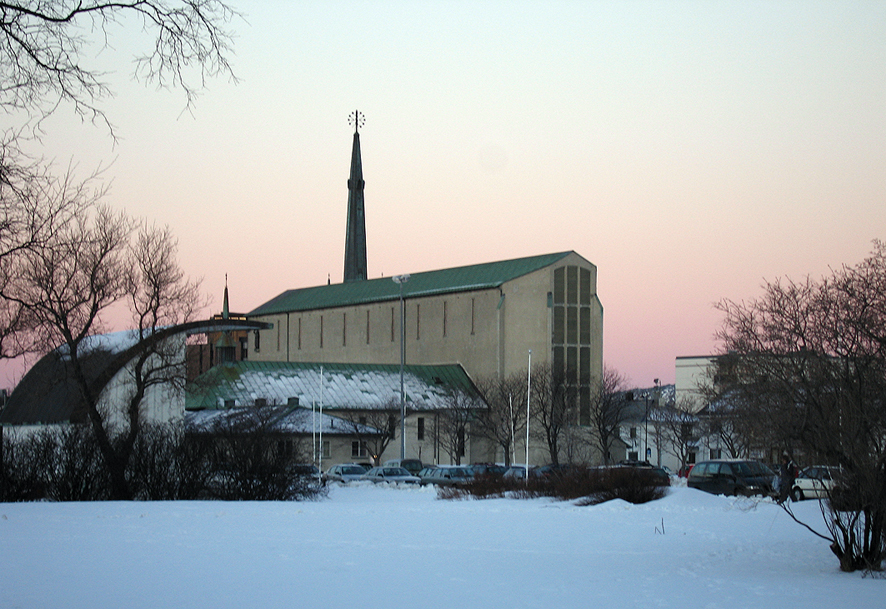
Собор Будё

Расположение диоцеза Сёр-Холугаланна

Диоцез Сёр-Холугаланна (норв. Sør-Hålogaland bispedømme) — один из одиннадцати диоцезов Церкви Норвегии. Диоцез охватывает фюльке Нурланн и насчитывает 8 пробств и 96 приходов.
Кафедральным собором диоцеза является Собор Будё. С 2015 года епископом является Анн-Хелен Фьельдстад Юснес.

## История
В 1952 году диоцез Холугаланна, который охватывал всю Северную Норвегию, был разделён на две части: диоцез Сёр-Холугаланна (фюльке Нурланн) и диоцез Нур-Холугаланна (Тромс, Финнмарк и Шпицберген).
Старая церковь в Будё была разрушена во время Второй мировой войны. После войны было решено построить новую церковь и сделать её кафедральным собором нового диоцеза. Первый камень в фундамент был заложен в 1954 году, и уже через два года собор был освящён для богослужений епископом Воллертом Крон-Хансеном. На территории собора есть мемориал погибшим в Будё во время Второй мировой войны.

## Епископы
Епископы диоцеза Сёр-Холугаланна с момента создания в 1952 году, когда диоцез Холугаланна был разделён на диоцезы Сёр-Холугаланна и Нур-Холугаланна:
- 1952 — 1959: Вуллерт Крон-Хансен
- 1959 — 1969: Ханс Эдвард Вислёфф
- 1969 — 1982: Бьярн Одд Вейдер
- 1982 — 1992: Фредрик Грёнингстер
- 1992 — 2006: Ойстейн Ингар Ларсен
- 2007 — 2015: Тор Бергер Йоргенсен
- 2015 — н. в.: Анн-Хелен Фьельдстад Юснес